# 薄熙永
薄熙永（1947年5月—），化名李学明，男，山西定襄人，中华人民共和国企业家。毕业于清华大学机械系，曾任中国光大集团执行董事兼副总经理，全国政协委员。他是中共元老之一薄一波的长子。

## 生平
薄熙永曾任北京油泵油嘴厂厂长、党委书记，中国汽车工业联合会副理事长、中国航空航天民品开发总公司筹备组成员，中国航空航天民品开发总公司常务副总经理，中国永林科技经济发展公司董事长，中国航天科技国际集团有限公司副总裁。 
有资料显示，1992年，薄熙永在香港创办寰林科技，董事薄熙永、施展熊等人。1996年4月5日，薄熙永同样以李学明的名义加入了中国航天国际控股有限公司，担任执行董事，1998年12月15日离职。1999年3月2日到2004年8月1日，薄熙永（李学明）担任熊谷组(香港)有限公司副主席，后转为非执行董事兼副主席，2011年6月1日离职。在此期间，1998年薄熙永（李学明）开始在光大集团工作。2003年6月25日，薄熙永（李学明）成为光大国际执行董事和副主席。此外，他有多家公司在海外注册。
2012年4月25日晚辞去中国光大集团执行董事兼副总经理职务。
据媒体报道，李学明（薄熙永）曾经在明隆公司、中国光大集团、中国航天国际控股有限公司以及香港建设控股有限公司任职。

## 家庭
- 父亲薄一波曾任国务院副总理，是中共八大元老之一，
- 母亲胡明是薄一波的第二任妻子，曾做过薄一波的秘书，在“文革”期间自杀。
- 弟弟薄熙来曾任中共第十七届中央政治局委员、重庆市委书记。